# Udo Hempel
Udo Hempel (Düsseldorf, Rin del Nord-Westfàlia, 3 de novembre de 1946) és un ciclista alemany, ja retirat, que fou professional entre 1973 i 1983. Es dedicà principalment al ciclisme en pista, en la qual aconseguí els seus èxits esportius més importants.
Com a ciclista amateur va prendre part en dues edicions dels Jocs Olímpics, guanyant un total de dues medalles. El 1968, a Ciutat de Mèxic, va guanyar la medalla de plata en la prova de persecució per equips, fent equip amb Karl Link, Karlheinz Henrichs i Jürgen Kissner. El 1972, a Múnic, guanyà la medalla d'or en la mateixa prova, aquest cop acompanyat de Günther Schumacher, Jürgen Colombo i Günter Haritz.

## Palmarès
- 1968
  -  Medalla de plata als Jocs Olímpics de Ciutat de Mèxic en persecució per equips
- 1972
  -  Medalla d'or als Jocs Olímpics de Múnic de persecució per equips
- 1975
  -  Campió d'Alemanya de velocitat